# Prionopeltis saussurei
Prionopeltis saussurei är en mångfotingart som först beskrevs av Jean-Henri Humbert.  Prionopeltis saussurei ingår i släktet Prionopeltis och familjen orangeridubbelfotingar. Inga underarter finns listade i Catalogue of Life.